# Dân chủ Kitô giáo

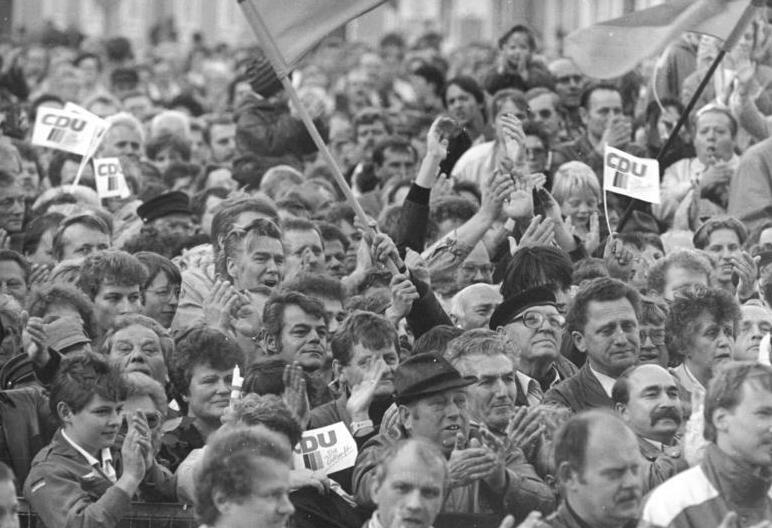
Các cử tri của đảng Liên minh Dân chủ Kitô giáo Đức mít tinh vào năm 1990 tại thành phố Dessau, CHDC Đức

Dân chủ Kitô giáo là một hệ tư tưởng chính trị xuất hiện ở châu Âu thế kỷ 19 dưới ảnh hưởng của giáo huấn xã hội Công giáo,  cũng như chủ nghĩa tân Calvin.  Tư tưởng chính trị dân chủ Kitô giáo ủng hộ cam kết đối với các nguyên tắc thị trường xã hội và can thiệp đủ điều kiện. Nó được hình thành như một sự kết hợp giữa các ý tưởng dân chủ hiện đại và các giá trị Kitô giáo truyền thống, kết hợp các giáo lý xã hội được truyền bá bởi các truyền thống Công giáo, Luther, Cải cách và Ngũ tuần ở nhiều nơi trên thế giới.  Sau Thế chiến II, các phong trào Tin lành và Công giáo của Tin mừng xã hội và Tân Thomas, đóng một vai trò trong việc hình thành nền dân chủ Kitô giáo. Nền dân chủ Kitô giáo tiếp tục có ảnh hưởng ở châu Âu và châu Mỹ Latinh, mặc dù nó cũng có mặt ở các nơi khác trên thế giới.
Trong thực tế, dân chủ Kitô giáo thường được coi là thiên hữu về các vấn đề văn hóa, xã hội và đạo đức, và là người ủng hộ chủ nghĩa bảo thủ xã hội, nhưng nó được coi là thiên tả "đối với các vấn đề kinh tế và lao động, quyền công dân, và chính sách đối ngoại" cũng như môi trường.  Cụ thể liên quan đến lập trường tài chính của mình, nền dân chủ Kitô giáo chủ trương nền kinh tế thị trường xã hội.
Trên toàn thế giới, nhiều đảng dân chủ Kitô giáo là thành viên của Chủ nghĩa trung dung Dân chủ Quốc tế và một số cũng thuộc Liên minh Dân chủ Quốc tế. Ví dụ về các đảng dân chủ Kitô giáo lớn bao gồm Liên minh Dân chủ Kitô giáo Đức, Đảng Nhân dân Áo, Fine Gael của Ireland, Đảng Dân chủ Kitô giáo Chile, Đảng Nhân dân Aruban, Đảng Dân chủ Kitô giáo Hà Lan, Đảng Dân chủ Kitô giáo của Thụy Sĩ và Đảng Nhân dân Tây Ban Nha.
Ngày nay, nhiều đảng dân chủ Kitô giáo châu Âu có liên kết với Đảng Nhân dân châu Âu. Những người có quan điểm hoài nghi mềm so với quan điểm EPP thân châu Âu là thành viên của Liên minh bảo thủ và cải cách ở châu Âu, hoặc Phong trào chính trị Kitô giáo châu Âu cánh hữu hơn. Nhiều đảng dân chủ Kitô giáo ở châu Mỹ có liên kết với Tổ chức Dân chủ Kitô giáo Hoa Kỳ.

## Khái quát về quan điểm chính trị
Nói chung, các đảng phái dân chủ Kitô giáo tại châu Âu thường bảo thủ và đôi khi đóng vai trò chính đàng bảo thủ lớn tại quốc gia mà nó hoạt động (Đức, Tây Ban Nha, Bỉ, Thụy Sĩ, …), chẳng hạn như đảng Nhân dân Dân chủ Kitô giáo Thụy Sĩ, đảng Xã hội Kitô giáo Thụy Sĩ, đảng Nhân dân Phúc âm Thụy Sĩ và đảng Liên minh Dân chủ Liên bang Thụy Sĩ. Ngược lại, các đảng phái dân chủ Kitô giáo tại khu vực Mỹ Latinh thì lại có khuynh hướng chính trị phong phú hơn tùy thuộc vào quốc gia nơi nó hoạt động: chẳng hạn như đảng Dân chủ Kitô giáo tại Chile nghiêng nhiều về cánh tả hay đảng Hành động Quốc gia của Mexico nghiêng nhiều về cánh hữu. Geoffrey K. Roberts và Patricia Hogwood từng nhận định rằng: "hệ tư tưởng dân chủ Kitô giáo đã kết hợp nhiều quan điểm của các phái tự do chủ nghĩa, bảo thủ và xã hội chủ nghĩa với nhau dựa trên hệ thống luân lý và nguyên tắc Kitô giáo rộng lớn."
Người theo dân chủ Kitô giáo thường theo chủ nghĩa bảo thủ xã hội và, nhìn chung, có quan điểm tương đối hoài nghi đối với vấn đề phá thai và hôn nhân cùng giới; dù vậy, một số đảng phái dân chủ Kitô giáo đã chấp nhận việc hợp pháp hóa có giới hạn các hành vi trên. Những người này ủng hộ một nền luân lý học nhất quán về sự sống ngang qua chủ trương phản đối tử hình và trợ tử. Họ cũng ủng hộ chính sách ngăn cấm ma túy. Các đảng phái dân chủ Kitô giáo thường hay khẳng định di sản Kitô giáo của đất nước mình và công khai xác quyết nền luân lý học Kitô giáo hơn là thể hiện một lập trường mang tính tự do hay thế tục như một sự nhượng bộ; đồng thời, các đảng phái dân chủ Kitô giáo hết sức ủng hộ quyền tự do tôn giáo. Bên cạnh đó, tư tưởng dân chủ Kitô giáo cổ vũ "sự thống nhất mang tính đại kết trên phương diện tôn giáo nhằm chống lại chủ nghĩa vô thần nhà nước – một chủ nghĩa được các quốc gia cộng sản chủ nghĩa theo đuổi."
Hệ quan điểm của những người dân chủ Kitô giáo gồm có các giá trị luân lý (về hôn nhân, phá thai, ngăn cấm ma túy, …), quan điểm phản đối quá trình thế tục hóa, phản đối chủ nghĩa vô thần nhà nước, quan điểm cho rằng xã hội phát triển thông qua tiến hóa (ngược lại với phát triển thông qua cách mạng), quan điểm coi trọng an ninh trật tự, và quan điểm bác bỏ chủ nghĩa cộng sản. Người dân chủ Kitô giáo có thái độ cởi mở với sự thay đổi (chẳng hạn như thay đổi trong cơ cấu xã hội) và không phải lúc nào cũng ủng hộ nguyên trạng xã hội; có thái độ coi trọng quyền con người và sáng kiến của cá nhân; bác bỏ chủ nghĩa duy thế tục và nhấn mạnh rằng mỗi cá nhân là một bộ phận cấu thành của cộng đồng và có bổn phận đối với cộng đồng. Người dân chủ Kitô giáo tin rằng một số khu vực của xã hội (như giáo dục, gia đình, kinh tế và nhà nước) có quyền tự quản và chịu trách nhiệm đối với lĩnh vực của mình (xem Chủ quyền lĩnh vực). Lĩnh vực của một khu vực này không được áp đặt các nghĩa vụ lên thực thể thuộc lĩnh vực của khu vực khác, chẳng hạn: khu vực nhà nước không được phép can thiệp vào việc nuôi dạy trẻ em, vì đây là lĩnh vực của khu vực gia đình. Đối với lĩnh vực của khu vực nhà nước, người dân chủ Kitô giáo quả quyết rằng các vấn đề dân sự nên được giải quyết trước hết là ở cấp chính quyền thấp nhất, sau đó mới trình lên các cấp cao hơn để thẩm tra (xem Nguyên tắc phụ trợ tính). Chủ quyền lĩnh vực và nguyên tắc phụ trợ tính, như được nhắc đến ở trên, được coi là nền tảng của hệ tư tưởng dân chủ Kitô giáo.
Người dân chủ Kitô giáo có xu hướng coi trọng cộng đồng, công bằng xã hội và sự đoàn kết; chủ trương ủng hộ việc thành lập và duy trì hệ thống phúc lợi xã hội, công đoàn và sự điều tiết các lực lượng thị trường. Phần đông những người dân chủ Kitô giáo tại châu Âu bác bỏ khái niệm đấu tranh giai cấp và đề cao khái niệm đồng quyết định; trong khi đó, người dân chủ Kitô giáo tại Hoa Kỳ thì chủ trương nền kinh tế phân sản chủ nghĩa, tựu trung các tư liệu sản xuất được phân công rộng khắp cùng đặc biệt chủ trương nâng cao quyền làm chủ của công nhân (dân chủ tại nơi làm việc) cũng như quyền tự trị của công nhân đối với sản xuất.
Hệ thống phúc lợi xã hội theo khuynh hướng Kitô giáo tập trung vào việc hỗ trợ các gia đình cũng như cung cấp các dịch vụ xã hội và bảo hiểm xã hội thông qua các tổ chức trung gian và thường nhờ đến sự bảo trợ của nhà nước.
Những người theo tư tưởng dân chủ Kitô giáo ủng hộ nguyên tắc bổn phận quản gia và cho rằng con người phải nên bảo vệ Trái Đất cho các thế hệ tương lai; ngoài ra, họ cũng có cái nhìn mang tính hòa giải đối với vấn đề nhập cư.

## Triết học chính trị
Chưa có một tác giả nào được coi là nhà tư tưởng hàng đầu của hệ tư tưởng dân chủ Kitô giáo; tuy vậy, nhà tư tưởng được nhiều người dân chủ Kitô giáo tán thành nhất là ông Jacques Maritain. Cũng vì thế mà tầm ảnh hưởng của ông đối với dân chủ Kitô giáo không thể nào sánh bằng ảnh hưởng của John Locke đối với chủ nghĩa tự do, Edmund Burke với chủ nghĩa bảo thủ hay Karl Marx với chủ nghĩa xã hội. Các tác giả góp phần quan trọng đối với sự hình thành của tư tưởng dân chủ Kitô giáo có thể kể đến Giáo tông Leo XIII, Giáo tông Pius XI, Emmanuel Mounier, Heinrich Pesch S.J., Abraham Kuyper và Luigi Sturzo.